# Hamernia (województwo lubelskie)
Hamernia – wieś w Polsce położona w województwie lubelskim, w powiecie biłgorajskim, w gminie Józefów.
W latach 1975–1998 miejscowość położona była w województwie zamojskim. Według Narodowego Spisu Powszechnego (III 2011 r.) liczyła 343 mieszkańców i była czwartą co do wielkości miejscowością gminy Józefów.
Wierni Kościoła rzymskokatolickiego należą do parafii Niepokalanego Poczęcia Najświętszej Maryi Panny w Józefowie.

## Części miejscowości
| SIMC    | Nazwa     | Rodzaj    |
| ------- | --------- | --------- |
| 0890399 | Izbice    | część wsi |
| 1027337 | Zagórzany | część wsi |

## Historia
Miejscowość została założona na początku XVII wieku i początkowo nosiła nazwę Ruda Sopocka. W połowie XVIII wieku Zamojscy zbudowali tu kuźnię (hamernię) od której wywodzona jest dzisiejsza nazwa wsi. Były tu również: karczma i młyn. 
W 1729 Zamojscy wybudowali niedaleko papiernię, która działała jako dzierżawa (m.in. do 1804 r. dzierżawcą był Żyd, Cala Wax, a później jego synowie). Zakład ten był jednym z największych tego typu w Królestwie Polskim. W okresie swojej świetności papiernia produkowała 4000 ryz w dziewięciu gatunkach papieru. Papiernia była wielokorotnie niszczona przez powodzie rzeki Sopot, jednak aż do pożaru w 1883 roku zawsze była odbudowywana i modernizowana. Jej ruiny dziś stanowią atrakcję turystyczną. 
W odległości kilku kilometrów od Hamerni znajduje się rezerwat przyrody „Czartowe Pole”. Przepływa tędy rzeka Sopot, miejscowość jest położona w centrum Puszczy Solskiej. Z Hamerni pochodzi pisarz Adolf Momot.